# پرویز قریب افشار
پرویز قریب افشار (زاده ۲۳ خرداد ۱۳۲۲) مجری تلویزیونی ایرانی است. همسر وی زویا ثابت و فرزند او شیوا رز بازیگر در آمریکا است. او با خنده‌های معروفش، مجری بسیاری از برنامه‌های نوروزی و جشن‌های دیگر در تلویزیون ملی بود؛ برنامه‌هایی که شاید در آن زمان تصور می‌شد تنها برای مناسبتی خاص تهیه و پس از مدتی به فراموشی سپرده می‌شوند. اما قریب افشار توسط نوارهای ویدئویی برای نسل پس از انقلاب هم به چهره‌ای آشنا بدل شد. او پس از انقلاب ۱۳۵۷ به آمریکا رفت.

## پیش از انقلاب

### تحصیل در آمریکا
پرویز قریب افشار پس از پایان تحصیلات متوسطه در تهران، برای تحصیل در رشته شیمی به آمریکا رفت. او در این مدت چندین بار به عنوان مجری در جشن‌های دانشگاه روی صحنه رفت و اجراهایش مورد توجه استادان قرار گرفتند. آنها قریب افشار را تشویق کردند که در رشته تلویزیون تحصیل کند. قریب افشار در سال ۱۳۴۹ پس از دریافت کارشناسی ارشد در رشته تلویزیون از دانشگاه کالیفرنیا در لس آنجلس به ایران بازگشت و جذب تلویزیون ملی شد.

### مجری‌گری
او از سال ۱۳۵۰ به عنوان مجری در تلویزیون کار خود را ادامه داد. یکی از نخستین برنامه‌های قریب افشار، اجرای زنده برای گردآوری کمک به ایرانی‌تبارانی بود که از عراق اخراج شده بودند. او میزبان تلویزیونی افراد سرشناسی از جمله فرانک سیناترا، گریگوری پک، مهدی اخوان ثالث، انوشیروان روحانی، شهریار، و هایده بود. او همچنین به گوشه و کنار ایران سفر می‌کرد و درباره موضوعات گوناگونی چون حفظ محیط زیست، انتقال خون و آشنایی با رسوم محلی برنامه می‌ساخت. از دید خود او موفق‌ترین برنامه در این دوره، برنامه ویژه چهارشنبه‌سوری حدود سال ۱۳۵۳ با همراهی اسماعیل مهرتاش بود.
پرویز قریب افشار همچنین از سفارت‌خانه‌های خارجی در تهران برای دعوت از هنرمندان کشورهای همسایه به تلویزیون ملی ایران کمک می‌گرفت. از جمله این برنامه‌ها میزبانی از امل سایین و یک گروه قوالی در پاکستان در تلویزیون ملی ایران بودند. در سال ۱۳۵۵ تلویزیون ملی ایران یک شبکه بین‌المللی نیز راه‌اندازی کرد که به انگلیسی و دیگر زبان‌های اروپایی برنامه پخش می‌کرد. در آغاز پرویز قریب افشار نزدیک به یک سال سرپرست این شبکه بود.

### بازیگری
قریب افشار در سال ۱۳۵۶ در فیلم کاروان‌ها به کارگردانی جیمز فارگو به همراه آنتونی کوئین، بهروز وثوقی و محمدعلی کشاورز بازی کرد. اما به دلیل دخالت مهدی بوشهری (همسر اشرف پهلوی) از نتیجه کار اما چندان راضی نبود. این نخستین فیلمی بود که با سرمایه ایران و یک شرکت خارجی تهیه می‌شد. در این فیلم قریب افشار نقش رئیس پلیس یکی از شهرهای افغانستان را بر عهده داشت.

### مجری‌گری در مسابقه انتخاب دختر شایسته ایران
مسابقه انتخاب دختر شایسته ایران در سال ۱۳۵۶ طی مراسمی با شکوه در رویال هتل هیلتون تهران برگزار شد. در این مراسم پرویز قریب افشار به همراه گوگوش از مجریان برنامه بودند.

### نوروز ۵۷
آخرین برنامه‌ای که این مجری ایرانی در ایران به روی صحنه برد، برنامهٔ نوروز ۵۷ بود. او در این سال یکی از بزرگ‌ترین برنامه‌های نوروزی را به کمک دوستان و تعدادی از مدیران برنامه‌ها ساخت. 

### تدریس
او علاوه بر اجرای نقش در برنامه شو در تلویزیون، در رشته روابط عمومی دانشگاه صدا و سیما و مدرسه عالی زنان نیز تدریس می‌کرد.

## پس از انقلاب

### خروج از ایران
با بالا گرفتن تب انقلاب از تابستان ۱۳۵۷ خانواده کرول (همسرش نخست قریب افشار) دائما از آمریکا با آنها تماس می‌گرفتند و جویای حال آنها می‌شدند. برای همین او تصمیم گرفت به همراه همسر و دو فرزندش به آمریکا برود. او در ۱۳۵۷ به سختی توانست پروازی به لندن پیدا کند. او در آغاز به سان فرانسیسکو رفت و پس از مدت کوتاهی راهی لس آنجلس شد. او بلیت پرواز خود را دو سره گرفته بود تا پس از مدت کوتاهی به ایران بازگردد که هرگز ممکن نشد. او همواره امید دارد که دوباره به ایران برگردد.

### رادیوصدای دوست
قریب افشار در لس آنجلس فعالیت رسانه‌ای خود را از سال ۱۳۵۹ با کمترین امکانات آغاز کرد. او با همراهی با بیژن سمندر شروع به پخش یک برنامه هفتگی رادیویی با عنوان صدای دوست کرد. ناصر چشم‌آذر سازنده آرم موسیقی این برنامه بود. این برنامه یکشنبه‌ها از ساعت ۱۲ تا ۱ بعد از ظهر پخش می‌شد. کار این رادیو حدود یک سال ادامه پیدا کرد. آنها برای تبلیغ در فروشگاه‌های ایرانی آگهی می‌گذاشتند.

### برنامه نوروزی ۱۳۶۰
او چون سال‌ها در ایران برنامه نوروزی داشت، خیلی علاقه‌مند بود این برنامه را در خارج از کشور هم ادامه بدهد. در آن زمان، این برنامه دو ساعت و نیمه تنها در لس آنجلس پخش می‌شد. به دلیل بحران گروگان‌گیری در سفارت ایالات متحده آمریکا به او اجازه ندادند که برنامه را به نام نوروز ایرانی برنامه پخش کند. برای همین نام برنامه به جشنواره بهاره زرتشتیان تغییر کرد. این برنامه، نخستین برنامه ایرانی در لس آنجلس بود. چون در آن زمان هیچ برنامه تلویزیونی ایرانی برای تبلیغ نبود، افشار باید از یک ماه پیش از نوروز یک برنامه رادیویی می‌گرفت که به مردم اطلاع بدهد برنامه‌ای تلویزیونی خواهند داشت.

### سیمای آشنا
از دی ۱۳۶۱ نخستین برنامه‌ای که به‌طور معمول در آمریکا آغاز شد برنامه سیمای آشنا بود. البته در آن زمان ۳ تلویزیون دیگر تلویزیون ایرانیان، جام جم، و تلویزیون جنبش ملی ایران هم شروع به کار کرده بودند. قریب افشار برای برنامه سیمای آشنا با هوشمند عقیلی و بیژن سمندر محلی را اجاره کرد. از آن به بعد، برنامه‌های سیمای آشنا هفته‌ای یک بار روزهای یکشنبه پخش می‌شد. در دوران پخش برنامه، بسیاری از چهره‌های سرشناس فرهنگ و هنر ایران از جمله نادر نادرپور، بهروز وثوقی، علی‌اکبر سعیدی سیرجانی، پوران و ویگن در این برنامه شرکت کردند. شرایط به مرور بهتر شد و قریب افشار توانست یک استودیوی حرفه‌ای در اختیار داشته باشد. پس از مدتی سیمای آشنا را به برنامهٔ صبحگاهی بردند و آنرا پنج روز هفته از ساعت ۷:۳۰ تا ۸:۳۰ صبح اجرا کردند.
ایرانی‌ها با توجه به آشنایی با وی و برنامه‌های تلویزیونی او در ایران در آن برنامه آگهی گرفتند. خرج این برنامه که حدود ۲۴ هزار دلار شد از طریق آگهی‌های ایرانیان لس آنجلس تأمین شد.
از آنجاییکه برای ضبط برنامه استودیو نداشتند تکه‌هایی از برنامه را در کوچه و خیابان یا پارک ساحلی سانتا مونیکا ضبط می‌کردند. رافی خاچاطوریان به طنز این پارک را «استودیوی قریب افشار» می‌نامید. چون می‌خواستند برنامه حال‌وهوای شرقی داشته باشد، یک فرش فروشی را در لس آنجلس پیدا کرده و مقداری از برنامه را هم در آن‌جا ضبط کردند.

### کاهش فعالیت
قریب افشار از حدود سال ۱۳۸۰ حضور تلویزیونی خود را کاهش داد و تنها در یک برنامه هفتگی در شبکه تلویزیونی طپش حضور پیدا می‌کرد. آخرین برنامه تلویزیونی او به مناسبت نوروز ۱۳۹۵ بود که در ده قسمت از تلویزیون جِم پخش شد.

### مشکل مستندسازی
او همواره از نبود مستندسازی و بایگانی کارهای خود ابراز نارضایتی می‌کند. زیرا فضای کافی برای بایگانی همه کارهای خود نداشت و در آن هنگام جایی برای نگهداری همه کارهای او وجود نداشت. برای همین مجبور شد بخشی از نوارهای خود را دور بریزد. اما همچنان بخشی از نوارها را در بایگانی شخصی خود نگه داشته است.

## مسافرت ایران با پای پیاده
تابستان سال ۱۳۸۳ قریب افشار و همسرش قصد داشتند مسافرتی با پای پیاده از آستارا تا خلیجی در حوالی گرگان را تجربه کنند. او حدود یک سال در برنامه خود به تبلیغ این مسافرت پرداخت و جوانان و مردم را برای همراهی با خود دعوت کرد. اما استقبالی از این برنامه صورت نگرفت. افشار با نزدیک شدن موعد سفرش در خرداد ۱۳۸۳ کم‌کم صحبت از خطر این سفر به میان آورد و سرانجام بیان کرد که بنا به درخواست بسیاری از علاقه‌مندان، برنامه این سفر را لغو کرده است.

## زندگی شخصی
افشار در آمریکا ازدواج کرد و پس از گذشت چند سال از زندگی مشترک از همسر اولش جدا شد و با یکی از زنان خواننده لس آنجلس به نام زویا ثابت ازدواج کرد. قریب افشار صاحب یک فرزند دختر به نام شیوا رز بازیگر فیلم‌های تلویزیونی و سینمایی آمریکایی است.